# Aha ha
Aha ha és una espècie d'himenòpter apòcrit de la família dels crabrònids (Crabreonidae) originària d'Australia. L'entomòleg Arnold Menke li va posar el nom com a acudit l'any 1977.
Menke va explicar diversos anys després per què li va posar aquest nom: en rebre un paquet d'un col·lega amb espècimens d'insecte, Menke va exclamar "Ahà, un nou gènere", i el seu amic entomòleg Eric Grissell va respondre amb sornegueria "ha". El nom d'aquest insecte s'acostuma a trobar en llistes de noms científics estranys. El nom també fou utilitzat com la matrícula del cotxe de Menke "AHA HA".